# Helga Radtke
Helga Radtke, nemška atletinja, * 16. maj 1962, Sanitz, Vzhodna Nemčija.
Nastopila je na poletnih olimpijskih igrah leta 1992 in osvojila devetnajsto mesto v skoku v daljino. Na svetovnih dvoranskih prvenstvih je v isti disciplini osvojila naslov prvakinje leta 1985 in podprvakinje leta 1987, na evropskih prvenstvih bronasti medalji v letih 1986 in 1990, na evropskih dvoranskih prvenstvih pa dve srebrni in bronasto medaljo v skoku v daljino ter srebrno in bronasto medaljo v troskoku.